# Ugozzolo
Ugozzolo è una piccola frazione del comune di Parma, appartenente al quartiere Cortile San Martino.
La località è situata 4,04 km a nord del centro della città.

## Geografia fisica
La frazione sorge in posizione pianeggiante ai margini settentrionali della città, sulla sponda destra del canale Naviglio.

## Origini del nome
Il toponimo Ugozzolo ha origine dal latino Viguzzolum o Viguzzolus, derivato dall'unione tra Vicus, ossia "raggruppamento di case", e uzzolum o uzzolus, diminutivo col significato di "acquetta" o "piccola acqua"; nel XIV secolo il borgo era noto come Viguzulo, divenuto nel XV Uguzolo o Uguzulum e nel XVII Ugozolo.

## Storia
Risalgono all'età del rame le più antiche testimonianze della presenza umana nella zona di Ugozzolo, costituite dalle tracce di disboscamenti effettuati tramite incendi allo scopo di creare spazi aperti ove far pascolare il bestiame.
Il territorio risultava abitato anche in epoca romana, come dimostrato dal rinvenimento di alcuni resti di una villa e di corredi tombali.
Nel 962, secondo un atto di dubbia autenticità, l'imperatore del Sacro Romano Impero Ottone I di Sassonia riconobbe al vescovo di Parma Oberto l'autorità, oltre che sulla città, anche su 3 miglia di contado intorno a essa, comprendenti tra le altre la zona di Ugozzolo.
Il borgo di Vigomuzoli fu nominato per la prima volta nel 1053, in un documento. Vigorcolum, forse identificabile nell'antica Ugozzolo, fu poi citata nel 1138 in un privilegio del papa Innocenzo II alle monache di Sant'Alessandro di Parma. La località fu nuovamente menzionata nel 1170, in un contratto. Ancora, comparve nel 1293, nell'atto di donazione al battistero di Parma di tutte le terre appartenenti al canonico della cattedrale di Parma Giovanni da Palasone.
La cappella del piccolo borgo medievale fu citata per la prima volta nel 1354.
In epoca napoleonica, per effetto del decreto Nardon del 1806, Ugozzolo divenne frazione del nuovo comune (o mairie) di Cortile San Martino, che nel 1943 fu sciolto e inglobato in quello di Parma.
Intorno al 1980 la Spip, società costituita nel 1975 dal Comune di Parma, dalla Provincia di Parma, dalla Camera di commercio e dall'Unione parmense degli industriali, acquistò vasti terreni agricoli a Ugozzolo, destinandoli a insediamenti produttivi e rivendendoli a privati; la vocazione industriale della zona si accentuò a partire dal 2005, quando la società acquistò, a debito, altri due ampi lotti denominati Spip 2 e Spip 3 e ne realizzò le opere di urbanizzazione. Accanto alle industrie furono aperti anche grandi centri commerciali, tra cui nel 2008 l'Ikea; in prossimità dell'autostrada A1 fu inoltre costruito tra il 2010 e il 2013 il termovalorizzatore, avviato a regime il 1º aprile del 2014, a servizio della provincia di Parma e, dal 2016, di quella di Reggio Emilia. Nel frattempo, complice la grande recessione, molte aree delle Spip 2 e Spip 3 rimasero invendute, causando nel 2013 il fallimento della società.

## Monumenti e luoghi d'interesse

### Chiesa di San Giovanni Evangelista

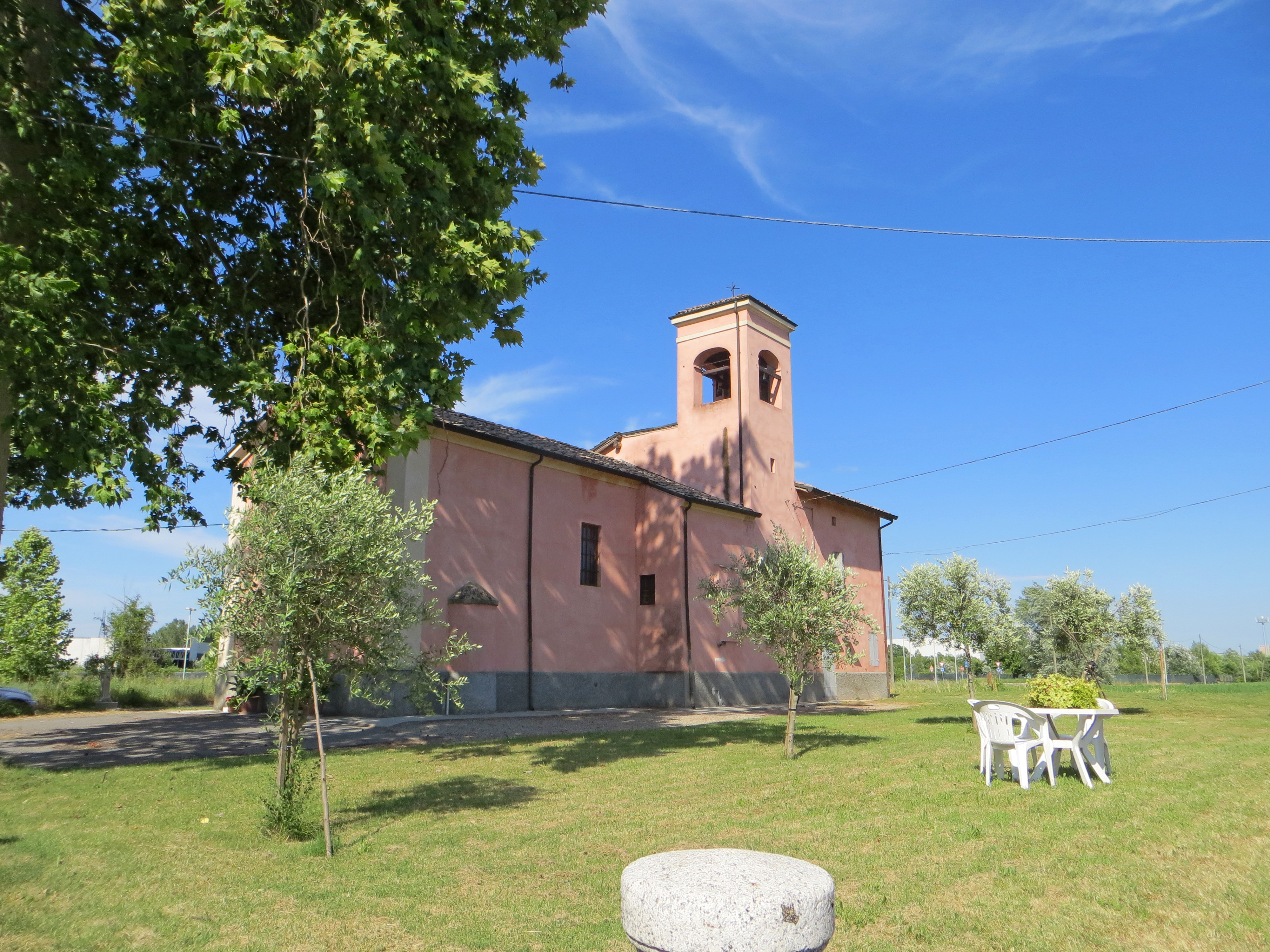
Chiesa di San Giovanni Evangelista

Menzionata per la prima volta nel 1354, la chiesa fu elevata a sede parrocchiale autonoma nel 1564; restaurata intorno al 1960, fu ristrutturata nei primi anni del XXI secolo; il luogo di culto neoclassico, dotato di due cappelle laterali, si sviluppa su un impianto a navata unica, coperta da una serie di volte a vela intonacate; il presbiterio è chiuso superiormente da una volta a crociera costolonata databile al XIV o XV secolo.

### Villa Le Peschiere
Costruita originariamente forse quale monastero fortificato dipendente dai benedettini dell'abbazia di San Giovanni Evangelista, che nel XVII secolo fecero edificare anche l'oratorio barocco all'esterno del fossato, la struttura fu acquistata dalla famiglia Bianchi nel 1821, alcuni anni dopo la soppressione napoleonica degli ordini religiosi; alienata successivamente ai baroni tedeschi Arnholt, nella seconda metà del XIX secolo fu trasformata in un castelletto neomedievale; ereditata dai nipoti, fu rivenduta nella seconda metà del XX secolo a Vincenzo ed Enrico Bandini e interamente ristrutturata agli inizi del XXI secolo. L'edificio, sviluppato su una pianta a U, si eleva su due livelli principali fuori terra; la simmetrica facciata presenta nel mezzo l'ampio portale d'ingresso ad arco a tutto sesto, ai cui lati si aprono su due piani due finestre per parte; al centro si erge un massiccio torrione, arricchito da un orologio nel mezzo e coronato, oltre la fascia di beccatelli con caditoie, da merli guelfi a sostegno del tetto; all'interno l'androne, coronato da una volta a botte lunettata, è ornato sulle pareti con dipinti ottocenteschi in chiaroscuro, raffiguranti una serie di statue su piedistalli; l'ampio parco all'inglese, piantumato con alberi d'alto fusto e circondato da un fossato rettangolare alimentato da risorgive, accoglie sull'estremità nord-est alcuni edifici di servizio; all'esterno, poco prima del ponticello d'ingresso in asse con la villa, si erge sulla destra del viale d'accesso l'oratorio seicentesco, al cui interno si trovano alcune lapidi dei baroni Arnholt.